# Interruptor centrífug

Esquema d'un interruptor centrífug

Un interruptor centrífug és un interruptor elèctric que funciona amb la força centrífuga creada des d'un eix de rotació, el més comú és que sigui d'un motor elèctric o d'un motor de gasolina. L'interruptor es dissenya per activar o per desactivar en funció de la velocitat rotatòria de l'eix.
Un dels usos comuns dels interruptors centrífugs és amb motors monofàsics o bifàsics d'inducció. Aquí, l'interruptor s'utilitza per desconnectar la bobina d'arrencada quan el motor s'aproximi a la seva velocitat de funcionament normal. En aquest cas, l'interruptor centrífug consisteix en pesos muntats en l'eix del motor i portats a prop de l'eix per la força del ressort. A la resta, les palanques unides als pesos pressionen amb una lleu fricció una placa no conductora contra un conjunt de contactes elèctrics muntats a la coberta del motor, tancant els contactes i connectant la bobina a la font d'energia. Quan el motor s'aproximi a la seva velocitat de funcionament normal, la força centrífuga supera la força del ressort i els pesos oscil·laran/balancejar cap a fora, aixecant la placa lluny dels contactes elèctrics. Això permet que els contactes s'obrin i es desconnecti la bobina d'arrencada de la font d'energia, el motor llavors continua funcionant únicament amb el corrent de la seva bobina de treball. Els motors que fan servir un interruptor centrífug així, fan un soroll/clic diferent quan comencen i quan s'aturen, com quan l'interruptor centrífug s'obre i es tanca.